# Achillea boissieri
Achillea boissieri là một loài thực vật có hoa trong họ Cúc. Loài này được (Hausskn.) Hausskn. ex Boiss. mô tả khoa học đầu tiên năm 1875.